# Huelgoat
Huelgoat (bret. An Uhelgoad) – miejscowość i gmina we Francji, w regionie Bretania, w departamencie Finistère.
Według danych na rok 1990 gminę zamieszkiwały 1742 osoby, a gęstość zaludnienia wynosiła 117 osób/km² (wśród 1269 gmin Bretanii Huelgoat plasuje się na 361. miejscu pod względem liczby ludności, natomiast pod względem powierzchni na miejscu 667.).